# 拍動
| ウィキペディアには「拍動」という見出しの百科事典記事はありません（タイトルに「拍動」を含むページの一覧/「拍動」で始まるページの一覧）。 代わりにウィクショナリーのページ「拍動」が役に立つかもしれません。 |